# Krummhörn

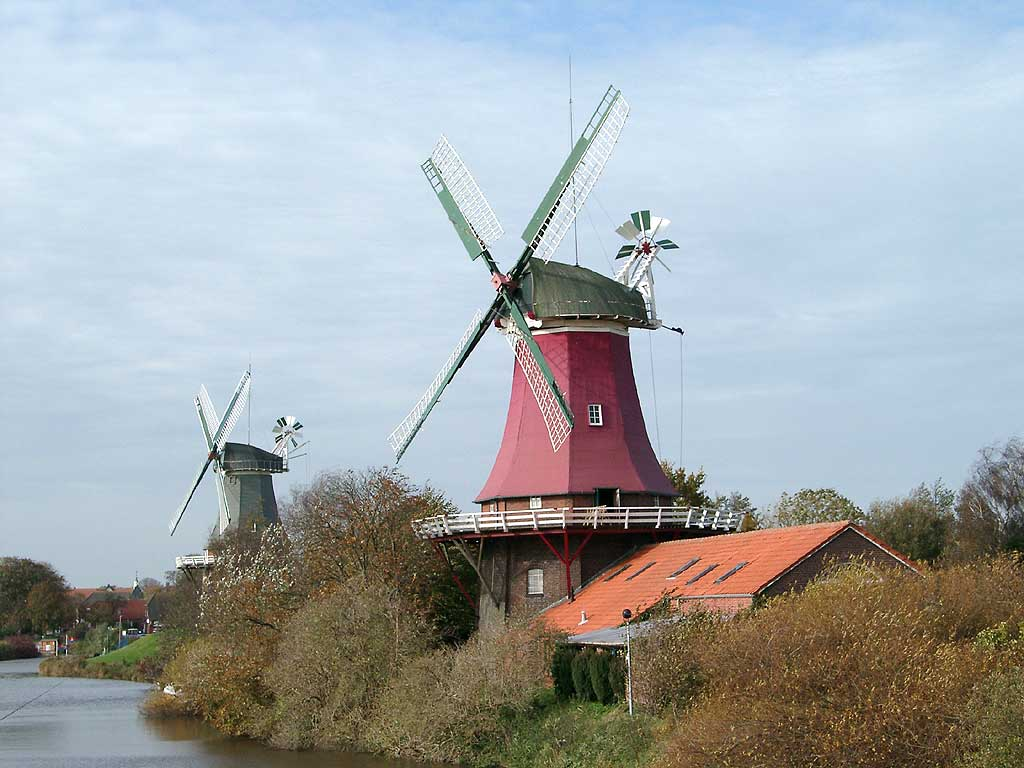
Tvillingväderkvarnarna i Greetsiel

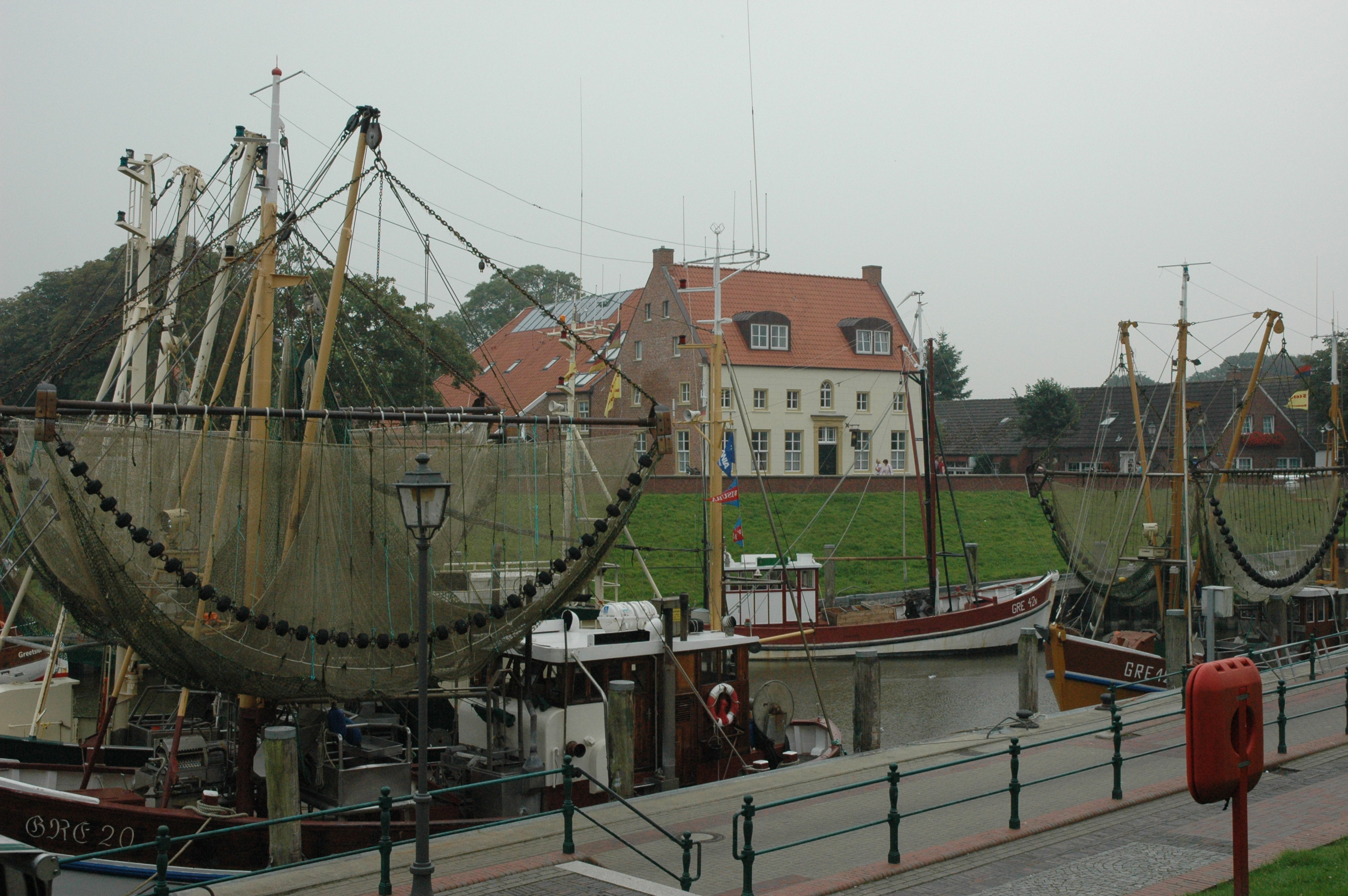
Fiskehamnen i Greetsiel

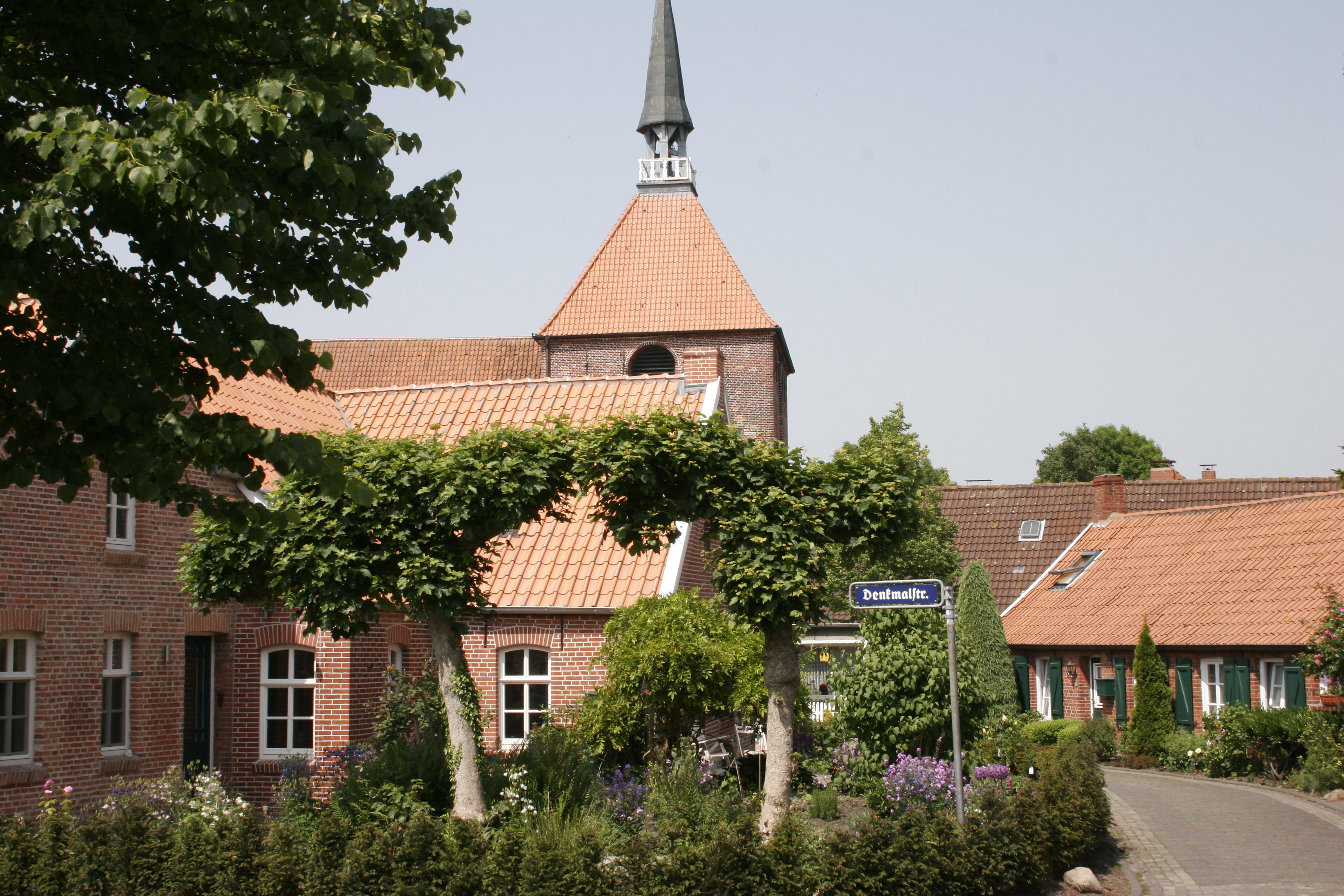
Byn Rysum på Krummhörn

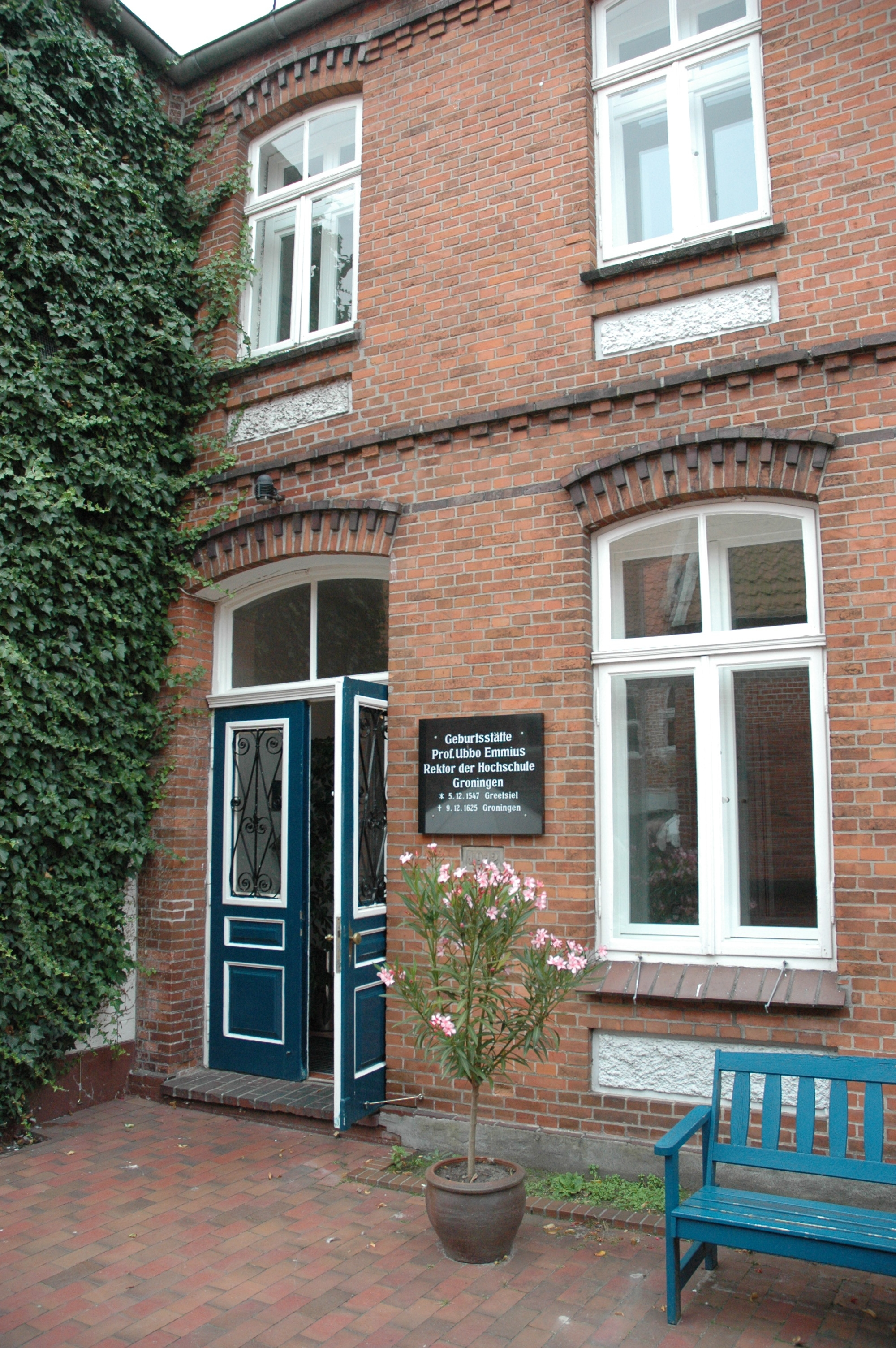
Teologen Ubbo Emmius födelsehus i Greetsiel

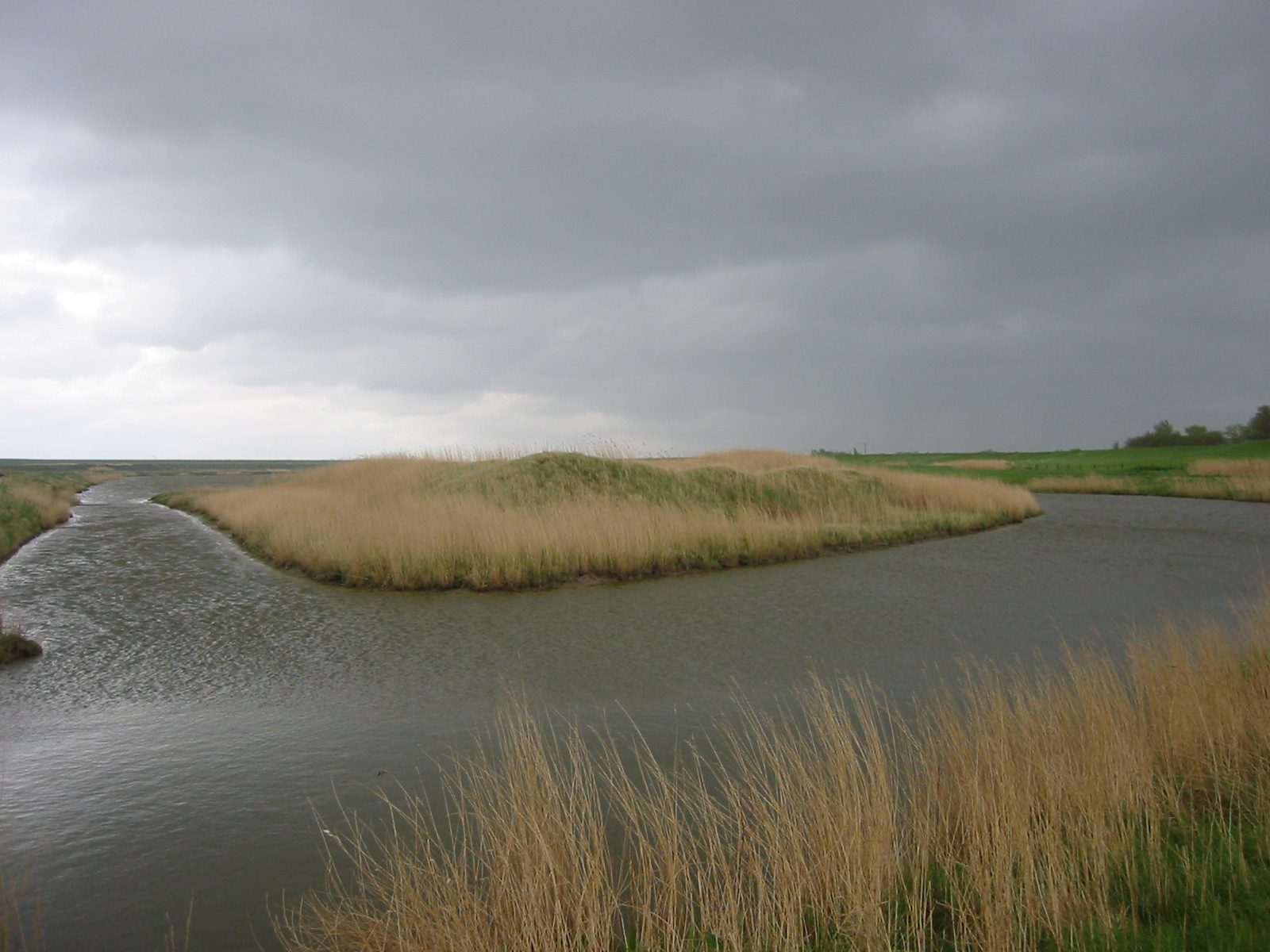
Landskap i Krummhörn

Krummhörn är en kommun i distriktet Aurich i den tyska delstaten Niedersachsen. Krummhörn ligger vid Nordsjökusten i det historiska landskapet Ostfriesland. Kommunen har cirka 
12 000 invånare. Krummhörn används också som beteckningen för det historiskt-geografiska området som i dag utgörs av de ostfriesiska kommunerna Krummhörn, Hinte, Emden och delar av Moormerland.

## Geografi
Kommunen ligger vid Nordsjön, norr om Emden, söder om Norden och väster om Aurich. Krummhörn ligger på det nordtyska låglandet inom landskapstypen marskland och jordbruksmarken i området är mycket bördig. Stora delar av kommunens yta ligger endast obetydligt över havets yta, varför Krummhörn skyddas av vallar mot havet. Kommunen måste ständigt avvattnas vilket sker genom ett stort antal diken och kanaler. Pumpverk finns i Greetsiel och vid Knock i Emden.

## Historia
Området Krummhörn har en lång historia. Kommunens huvudort, Pewsum, nämns första gången år 945 som en borg som tillhörde den ostfrisiska hövdingafamiljen Manninga.
Orten Greetsiel nämns första gången 1388. Den grundades av familjen Cirksena och blev ett av Ostfrieslands hövdingasäten. Greve Edzard I av Ostfriesland föddes på Greetsiels borg och 1547 föddes här teologen och historikern Ubbo Emmius som blev verksam vid Groningens universitet.
Orten Manslagt var ursprungligen en ö i det som tidigare var en havsbukt och tillhörde hövdingafamiljen Beninga. Genom giftermål kom området att tillhöra familjen Cirksena och genom anläggande av skyddsvallar mot havet blev området en del av fastlandet. Väster om orten stod tidigare en borg.
Orten Eilsum räknas som en av de äldsta frisiska bosättningarna vid Nordsjökusten.
Den nuvarande kommunen Krummhörn bildades genom Niedersachsens kommunreform år 1972.

## Orter i kommunen Krummhörn
Krummhörns kommun består av följande 19 orter:
- Campen (536 invånare 2006)
- Canum (292)
- Eilsum (618)
- Freepsum (437)
- Greetsiel (1.534)
- Grimersum (658)
- Groothusen (474)
- Hamswehrum (505)
- Jennelt (375)
- Loquard (670)
- Manslagt (418)
- Pewsum, kommunens huvudort (3.352)
- Pilsum (603)
- Rysum (748)
- Upleward (400)
- Uttum (516)
- Visquard (735)
- Woltzeten (193)
- Woquard (184)

## Kultur
Det finns flera museer i kommunen, bland annat kvarnmuseet i Pewswum och jordbruksmuseet i Campen. I Pewsum finns den gamla Manningaborgen som var säte för den ostfriesiska hövdingafamiljen Manninga. Greve Edzard II av Ostfriesland och hans maka Katarina av Sverige, dotter till kung Gustav Vasa, köpte borgen år 1565. I dag finns bland annat ett museum i borgen.
I kommunen finns Tysklands största fyrtorn vid Nordsjökusten, fyren i Campen. Fyrtornet i Campen är 65 meter högt. I kommunen finns även en fyr i bland annat Pilsum.
Bland kyrkorna kan kyrkan i Pilsum nämnas. Den är från 1200-talet och i kyrkan finns takmålningar som troligen är från denna tid. Söder om kyrkan står en fristående klockstapel. Kyrkans orgel byggdes 1694. Andra gamla kyrkor är Eilsum från 1200-talet och Manslagt från 1300-talet.

## Näringsliv
Turismen är en viktig näring vid den ostfriesiska kusten och inte minst fiskehamnen Greetsiel lockar ett stort antal turister.